# Kalanchoe alternans
Kalanchoe alternans és una espècie de planta suculenta del gènere Kalanchoe, que pertany a la família Crassulaceae.

## Descripció
Planta perenne de roseta, totalment glabra, de 50 a 75 cm d'alçada (inclosa la inflorescència), amb arrels gruixudes.
Tiges poc ramificades, teretes, carnoses, de 1 a 1,2 cm de diàmetre a la base.
Fulles molt atapeïdes, carnoses, sèssils a subsèssils, àmpliament ovades o lanceolades, de 2,5 a 12 cm de llarg i de 1 a 6,5 cm d'ample, de color rosa pàl·lid a vermellós, àpex agut a obtús, base atenuada, marges generalment sencers o una mica crenats.
Les inflorescències de poques flors, molt laxes, paniculades, de fins a 30 cm, pedicels de 5 a 30 mm.
Les flors pèndules o esteses; calze de color verd-groc, vermellós cap a la punta; tub de 0,2 a 0,8 mm de llarg; sèpals gairebé lliures, estretament deltoides a lanceolats, aguts, estesos, de 4 a 10 mm de llarg i de 1 a 2,5 mm d'ample; corol·la verdosa, groguenca, rosada, verd vermellosa, crema o blanca; tub de 4 angles, eixamplat a la base, de 12 a 16 mm de llarg; pètals el·líptics, lanceolats o oblong-lanceolats, aguts, arrissats, primer reflexes i després erectes, de 6 a 18 mm de llarg i de 1 a 4,5 mm d'ample.
L'espècie destaca per una combinació de caràcters: Flors pèndules com a la secció Bryophyllum, pètals arrissats com en algunes espècies asiàtiques, i sèpals estesos no pressionats cap a la corol·la, de nou com a la secció Bryophyllum. Després de la pol·linització reeixida, les flors pèndules tornen a ser erectes.

## Distribució
Planta endèmica d'Aràbia Saudita i el Iemen. Creix en llocs secs i assolellats, en terreny pedregós, vessants rocosos i prats, de 1800 a 2900 m d'altitud.

## Taxonomia
Kalanchoe alternans va ser descrita per Christiaan Hendrik Persoon i publicada a Synopsis Plantarum 1: 446. 1805.

### Etimologia
Kalanchoe: nom genèric que deriva de la paraula cantonesa "Kalan Chauhuy", 伽藍菜 que significa 'allò que cau i creix'.
alternans: epítet llatí que significa 'alternant' en referència a la disposició alterna de les fulles.

### Sinonímia
- Cotyledon alternans Vahl